# أولاد رزاك (أولاد جرار)
أولاد رزاك هو دُوَّار يقع بجماعة افرطيسة، إقليم بولمان، جهة فاس مكناس في المملكة المغربية. ينتمي الدوّار لمشيخة أولاد جرار التي تضم 5 دواوير. يقدر عدد سكانه بـ 411 نسمة حسب الإحصاء الرسمي للسكان والسكنى لسنة 2004.

## روابط خارجية
- البوابة الوطنية للجماعات الترابية
- المندوبية السامية للتخطيط